# Ukrainian Film Distribution
Ukrainian Film Distribution або UFD (до 31 травня 2011 року Геміні Фільм Україна) — українська кінодистриб'юторська компанія, заснована у 1996 році як український підрозділ російського кінодистриб'ютора «Геміні Фільм». За підсумками 2017 року, частка компанії на українському кінопрокатному ринку була приблизно 22 %.

## Історія
Кінодистриб'ютор Геміні Фільм Україна з'явився в Україні як дочірнє підприємство російської компанії Геміні Філм Інтернаціональ (рос. Гемини Фильм Интернациональ) 29 березня 1996 року. Геміні Філм Інтернаціональ займалася кінопрокатом стрічок компанії Twentieth Century Fox на території Росії та країн СНД з 1993 року. У квітні 2006 року компанія Геміні Філм Інтернаціональ припинила дистриб'юторську діяльність та визнала себе банкрутом; прокатні права на прокат стрічок 20th Century Fox перейшли у новостворене пряме представництво голлівудської компанії «Двадцатый Век Фокс СНГ» (Twentieth Century Fox CIS). Крім того після оголошення про закриття та банкрутство «Геміні Філм Інтернаціональ» стало відомо що замість неї практично одразу колишні керівники компанії створили нову структуру «Гемини Энтертеимент» (Gemini Entertainment).
У 2004 році компанія Геміні Фільм Україна змінила форму власності з Власність Міжнародних Організацій І Юридичних Осіб Інших Держав на Приватна Власність. Не зважаючи на зміну форми власності у 2004 році, станом на кінець 2006 року київський офіс «Геміні Україна» все ще залишалася всього лише філією московської компанії Геміні.
Після початку впровадження дубляжу українською у 2006 році, компанія розпочала кінопрокат з українським дубляжем. Першим фільмом компанії, який вийшов з українським дубляжем стала стрічка «Диявол носить Прада».
Внаслідок реорганізації у червні 2011 року «Геміні Фільм Україна» змінила свою назву і стала зватися Ukrainian Film Distribution.

## Офіційний дистриб'ютор
Ukrainian Film Distribution здійснює кінотеатральний прокат фільмів незалежних російських, українських, американських та європейських кінокомпаній, в тому числі за посередництва німецької компанії A Company Ukraine Зокрема, компанія UFD є дистриб'ютором «Централ Партнершип» (Росія); «Monumental Picturess GmbH» (Німеччина); DamiaKert Korlatolt Felelossegu Tarsasag (Угорщина); та Voxelll Films SIA (Латвія).
Ukranian Film Distribution також є кінодистриб'ютором вищезгаданих кінокомпаній та території Молдови.

### Хронологія зміни прокатних прав UFD

#### Прокатні права: Dreamworks Pictures
З 2006 по 2008 роки студією Dreamworks Pictures володіла Viacom (материнська компанія Paramount Pictures) тож міжнародним прокатом студії займалася Paramount Pictures International і відповідно в Україні стрічки студії в цей період випускала компанія B&H. У період з 2008 по 2013, залежно від фільму, міжнародним прокатником фільмів Dreamworks Pictures були Universal Pictures International, Paramount Pictures International, Walt Disney Studios Motion Pictures International, Warner Bros. International та 20th Century International відповідно в Україні стрічки студії в цей період випускали в прокат компанії B&H, Геміні Україна чи Кіноманія (включно з підконтрольними Синергія / Галеон кіно).
З 2013 по 2014 кінопрокатом стрічок виробництва DreamWorks Pictures в Україні займалась компанія Інтер-фільм. В 2015 році, після утворення кінокомпанії Amblin Partners яка стала управляти DreamWorks Pictures, права на кінопрокат фільмів DreamWorks на території України тимчасово перейшли UFD і у період з 2015 по 2017 роки UFD було офіційним дистриб'ютором DreamWorks Pictures в Україні. Але у грудні 2015 року стало відомо що Amblin Partners, якій став належати Dreamworks Pictures, віддала дистрибуцію фільмів Dreamworks Universal, офіційним дистриб'ютором якої в Україні є B&H; відповідно з 2017 році права на кінопрокат фільмів Dreamworks Pictures перейшли від UFD до B&H. Перші стрічки міжнародним прокатом яких займалася Universal Pictures (і відповідно B&H в Україні) стали Перша людина (2018) та Ласкаво просимо до Марвена (2018).

#### Прокатні права: Dreamworks Animation
У минулому з 2012 по 2017 роки UFD було офіційним дистриб'ютором компанії DreamWorks Animation. В період між 2012 та 2016 Dreamworks Animation ще не належала Universal і була незалежною кіностудією; але у серпні 2012, DreamWorks Animation підписала ексклюзивний 5-річний проктний контракт що надавав 20th Century Fox права на дистриб'юцію фільмів компанії на всіх територіях світу і відповідно з 2012 по 2017 прокатом DWA займалися Фокси. Наприкінці 2016 року Dreamworks Animation придбала Universal; відповідно починаючи з 2018, коли дистриб'юторська-угода з 20th Century Fox закінчилась, офіційним дистриб'ютором фільмів компанії у світі стала Universal, прокатом фільмів якої в Україні займається B&H. Перші стрічки міжнародним прокатом яких займалася Universal Pictures (і відповідно B&H в Україні) стали Як приборкати дракона 3: Прихований світ (2019) та Єті (2019).

#### Прокатні права: 20th Century Fox
Наприкінці грудня 2017 року стало відомо що один з 6 голлівудських мейджорів The Walt Disney Company оголосила про намір придбання іншого мейджора, 21st Century Fox, за майже $52 мільярди доларів. Відповідно для України це означає, що у майбутньому прокатником стрічок 21st Century Fox мала стати не UFD, а Kinomania (яка володіє правами на прокат стрічок Disney в Україні з жовтня 2019 року). Хоча співвласник UFD Андрій Дяченко наприкінці грудня 2017 року заявив в одному з інтерв'ю українським ЗМІ, що очікує що фактичні зміни у прокатних правах 21st Century Fox в Україні стануться не раніше як через рік, у 2019 році. 20 березня 2019 року стало відомо, що Walt Disney Company закрила угоду з придбання кінокомпанії 21st Century Fox за 71 мільярд доларів.. Права на кінопрокат всіх фільмів 20th Century Studios в Україні перейшли від UFD до Kinomania у липні 2020 року; першим фільмом 20th Century Studios прокатом яких займалася Kinomania став блокбастер Кінгс мен 3 (2020).

##### Зв'язок з російським дистриб'ютором «Геміні»
Після інциденту зі скасуванням прокату фільму Борат в Україні у 2006 році, з'ясувалося що український підрозділ Геміні Україна залежний від московського і саме російська материнська компанія Геміні була винна у скасуванні українського прокату фільму Борат, оскільки фільм заборонили до прокату на території Росії. Коли журналісти запитали директора Геміні Україна Андрія Дяченка чому стрічку не можна пустити в український прокат незважаючи на заборону в Росії, Дяченко лаконічно заявив «Нічого не коментую, телефонуйте в Москву. Адже київська компанія є філією московської».

##### Зв'язок з російською кінокомпанією «Monumental Partners»
Відповідно до офіційного сайту російської кінокомпанії «Monumental Partners», станом на 2018 рік закупівлею прав на прокат фільмів на територію України для фільмів вироблених не-мейджором 20th Century Fox для UFD займається підрозділ «International distribution» російської «Monumental Partners» яким керує Поліна Шліхт, дочка німецько-російського кінопродюсера Міхаеля Шліхта, співвласника UFD. Компанію «Monumental Pictures» було засновано Міхаелєм Шліхтом у 2006 році у Росії (офіційно корпорацію зареєстровано в Берліні, Німеччина як «Monumental Pictures GmbH»).

## Власники
UFD 45 % на 55 % належать двом особам:
- Андрій Дяченко (громадянин України, 45 %)[5][2]
- Міхаель Шліхт (громадянин Німеччини[29], 55 %)[5][2][3]

## Частка ринку (за виторгом)
Відповідно до даних Українського Кіно Посібника (англ. Ukrainian Film Guide) підготовленого Державним агентством України з питань кіно спільно з Національним центром Олександра Довженка у 2011/2012-их роках, Ukrainian Film Distribution має наступні позиції на ринку кінопрокату.
| № | Назва                       | Ринок у 2010       | Ринок у 2011       | Ринок у 2012       | Ринок у 2013         | Ринок у 2014         | Ринок у 2015            | Ринок у 2016            | Ринок у 2017               |
| 1 | B&H Film Distr. Company     | 43.2%              | 51%                | 48.9%              | 49.1%                | 41.4%                | 55.7%                   | 50.4%                   | 52.5%                      |
| 2 | Ukrainian Film Distribution | 20.5%              | 22.1%              | 21.5%              | 14.3%                | 26%                  | 22.8%                   | 23%                     | 21.9%                      |
| 3 | Kinomania                   | 16.6%              | 15.9%              | 9.63%              | 15%                  | 16%                  | 10.9%                   | 16.2%                   | 15.2%                      |
| 4 | MMD UA                      | 2.6%               | 4.68%              | 3.41%              | 7.75%                | 3.59%                | 3.8%                    | 1.8%                    | 1.7%                       |
| 5 | Вольга Україна              | <1 %               | <1 %               | 2.5%               | 3.6%                 | 4.1%                 | 4.3%                    | 2.7%                    | 5.7%                       |
| - | Решта                       | 17.1%              | 6.19%              | 14.1%              | 10.4%                | 8.88%                | 2.6%                    | 5.9%                    | 2.9%                       |
| - | Всього                      | 100                | 100                | 100                | 100                  | 100                  | 100                     | 100                     | 100                        |
| - |                             |                    |                    |                    |                      |                      |                         |                         |                            |
| - | К-сть стрічок у прокаті     | 166                | 242                | 259                | 327                  | 325                  | 292                     | 288                     | 294                        |
| - | К-сть відвідувачів          | 15 млн             | 17,2 млн           | 19,6 млн           | 20.4 млн             | 20,1 млн             | 21,16 млн               | 24,2 млн                | 28,9 млн                   |
| - | Середня ціна квитка         | ₴41                | ₴43                | ₴43                | ₴43                  | ₴47                  | ₴57                     | ₴67                     | ₴77,08                     |
| - | Касові збори                | ₴614 млн ($77 млн) | ₴720 млн ($90 млн) | ₴800 млн ($100 млн | ₴ 820 млн ($106 млн) | ₴943 млн ($80,4 млн) | ₴1.2 млрд. ($54,58 млн) | ₴1.70 млрд. ($63,8 млн) | 2,23 млрд грн. ($85,8 млн) |
| - | К-сть кінотеатрів           | 156                | 164                | 167                | 186                  | 167*                 | 152*                    | 160*                    | 181*                       |
| - | К-сть кіноекранів           | 350                | 370                | 376                | 443                  | 420*                 | 438*                    | 460*                    | 513*                       |
| - | % українського озвучення    | 65.6 %             | 65.2 %             | 65.7 %             | 69.3 %               | 65.5 %               | 84.8 %                  | 88.0 %                  | 87.5 %                     |
| *В зв'язку з окупацією Криму та Сходу України російськими військами, починаючи з 2014 року фактично в Україні функціонувало менше кінотеатрів: Україна втратила 22 кінотеатри де загалом розміщувалося 45 кіноекранів (без окупації у 2014 Україна б мала 189 кінотеатрів де розмішувалося б 465 кіноекранів) |                             |                    |                    |                    |                      |                      |                         |                         |                            |

## Лого

Логотип 29 березня 1996 до 31 травня 2011 року
Логотип з 1 червня 2011 року

## Зауваги
1. 1 2 3 4 5 6 7  Дані Media Resources Management (MRM)
2. ↑  У 2017 точні річні дані по касовим зборам було надано лиши 5-ма найбільшими прокатниками України: B&H, UFD, Kinomania, Volga Ukraine та MMD, що загалом випустили в прокат у 2017 році 187 унікальних фільмів (включно з тими що вийшли у прокат ще у 2016 році, але також мали прокат і у 2017). Всього у 2017 в український прокат вийшло 294 стрічки. Для всіх решти було використано дані MRM у ~2,9% ринку у 2017 році[36]
3. ↑  Зверніть увагу, дані по зборам Kinomania для 2010-2016 років є сумою загальних зборів для Kinomania, Синергії та Галеон кіно; починаючи з 2017 Синергія/Галеон де-факто не працюють, оскільки не випустили в український прокат жодного фільму
4. ↑  Частка Вольга України у 2010-2014 роках є приблизною, оскільки відсутні точні дані річних касових зборів цього кінодистиб'ютора за ці роки (у статистиці кіноекспертів "Вольга Україна" тоді входила до "решта дистриб'юторів")
5. ↑  Кількість фільмів кінопрокату, що мали дублювання або багатоголосе озвучення українською